# TNA 1st Anniversary Show
TNA 1st Anniversary Show (também conhecido como NWA: TNA Anniversary e NWA-TNA PPV #50) foi um evento pay-per-view de luta profissional produzido pela Total Nonstop Action Wrestling (TNA), ocorrido em 18 de junho de 2003 no TNA Asylum em Nashville, Tennessee. O evento comemorou o primeiro aniversário do primeiro evento da TNA, ocorrido em 19 de junho de 2002. O evento mais tarde ficaria conhecido como Slammiversary em 2005.
Onze lutas foram disputadas no evento com sete partidas transmitidas ao vivo no pay-per-view. O evento principal foi uma luta de duplas, na qual Sting fez sua estreia na TNA como parceiro de duplas de Jeff Jarrett contra AJ Styles e seu parceiro misterioso Syxx-Pac, que Jarrett e Sting venceram. Em outras lutas importantes na eliminatória, Triple X (Christopher Daniels e Elix Skipper) reteve o Campeonato Mundial de Duplas da NWA contra America's Most Wanted (Chris Harris e James Storm), New Jack derrotou Mike Sanders na semifinal do Hard 10 Tournament e Chris Sabin manteve o Campeonato da Divisão X contra Paul London.

## Produção
Em 2 de junho, Ron Killings perdeu o Campeonato Mundial dos Pesos Pesados da NWA na primeira luta King of the Mountain para Jeff Jarrett, também envolvendo AJ Styles, Chris Harris e Raven. Em 9 de junho, Jarrett competiu contra todos os três membros da facção 3Live Kru de Killings, derrotando Konnan em uma luta de cinta e BG James em uma luta Trailer Park Trash, mas perdeu para Killings em uma luta Ghetto Justice. No episódio de 11 de junho do Impact!, Dusty Rhodes anunciou que Jarrett defenderia o título contra Killings no show do 2º aniversário. No episódio de 18 de junho do Impact!, Vince Russo acrescentou uma estipulação à luta de que se Jarrett fosse desqualificado, ele perderia o título.

## Resultados
| Nº                                          | Resultados | Estipulações |
| ------------------------------------------- | --- | ------------ |
| Dark                                        | Chris Sabin e Elix Skipper derrotaram Kid Krazy e Mikal Adryan                                                          |              |
| Dark                                        | Team Canadá (Bobby Roode, Eric Young e Petey Williams) (com Scott D'Amore) derrotou Danny Daniels, Nate Webb e Ryan Boz |              |
| Dark                                        | Sabu derrotou Lonestar                                                                                                  |              |
| (c) – Refere-se aos campeões antes da luta. | |              |